# Imperdonable
Imperdonable es un cortometraje documental ambientado en la cárcel de San Francisco Gotera, El Salvador de la directora española radicada en el país centroamericano, Marlén Viñayo, sobre la vida de Geovany, un exintegrante de una mara abiertamente gay y de otros expandilleros homosexuales.

## Antecedentes
La película se basa en una historia que fue conocida inicialmente por el periodista salvadoreño Carlos Martínez, del periódico digital El Faro de San Salvador, quien se la narró a la directora, Marlén Viñayo. Martínez le comentó a la cineasta española que acababa de estar en la cárcel de San Francisco Gotera, y que allí había conocido a un grupo de expandilleros abiertamente gais dentro del centro de reclusión. Ello despertó el interés de la directora. La película fue rodada en mayo de 2019, en el interior de la cárcel de San Francisco Gotera durante 12 días. 
Es la segunda película de Marlén Viñayo, que estrenó en 2019 su Ópera Prima "Cachada: The Opportunity" (multipremiado documental ganador del Premio del Público en SXSW, Premio Latitud DocsBarcelona y Premio CIMA Mejor Cineasta en OUFF, entre otros); quien además ha trabajado para PBS Frontline, Telemundo, CCTV Americas Nowy El Faro.

## Historia
El cortometraje documental se centra en la vida de Geovany, un expandillero gay de la temida pandilla Calle 18 de Los Ángeles, quien vive abiertamente su homosexualidad en una cárcel de El Salvador, y relata sus experiencias como hombre gay dentro de un contexto machista y homofóbico.
Los realizadores han resumido el contenido de la película así: “Geovany, un despiadado sicario de la pandilla Barrio 18 cumple su condena al interior de una prisión evangélica salvadoreña, donde no solo es culpable por sus crímenes, sino por un ‘pecado’ imperdonable tanto para la iglesia como para la pandilla: ser gay”.

## Premios y reconocimientos
- Ganador de 6 festivales calificadores para los premios Oscar
- Mejor cortometraje documental en el Festival Internacional de  Cine Documental de Ámsterdam (IDFA)[7]
- Mejor cortometraje documental internacional en el Festival de Cine Documental Hot Docs de Toronto.[8]
- Premio Best of Fest al mejor cortometraje en el Festival Palm Springs Shortfest
- Gran Premio del Jurado al mejor cortometraje documental en el Festival Slamdance
- Mejor cortometraje documental en el Festival de Cine Documental de Sebastopol

- Mejor corto documental el Festival Internacional de Cine de Guanajuato.[9]
- Ganador del Premio Gabo 2021 en la categoría Imagen – Fundación Gabriel García Márquez
- Nominado a Mejor Cortometraje en los IDA Documentary Awards 2020 - Asociación Internacional de Cine Documental
- Selección Oficial  "Filmmakers of tomorrow" en Telluride Film Festival 2020
- Mejor dirección, Premio del Público y Premio Castilla y León – Aguilar Film Festival 2021, España
- Segundo premio "Ciudad de Alcalá" en el Festival de Cine de Alcalá de Henares (ALCINE50) 2021, España
- Mejor Cortometraje Documental – POY Latam 2020, Iberoamérica
- Premio Cineasta Iberoamericana del Año 2020 – POY Latam 2020, Iberoamérica
- Premio Jean-Loup Passek al Mejor cortometraje o mediometraje – MDOC Melgaco Documentary Film Festival 2021, Portugal
- Premio Ullastre al Mejor Cortometraje Documental – Menorca Doc Fest 2021, España
- Mejor Mediometraje y Premio del Jurado Senior – La Cabina Festival Internacional de Mediometrajes, 2021, España
- Mejor Cortometraje – Doqumenta International Film Festival 2021, México
- Mención especial del Jurado “Global Docs” - DocsMX 2020, México
- Premio del Público - PERSO Perugia Film Festival 2021, Italia
- Mejor documental internacional y Mejor director de documental – Discover Film Awards 2021, Reino Unido
- Mejor director – Loundoun Arts Film Festival 2021, EEUU
- Mención especial – Mieres International Film Festival 2022
- Mejor cortometraje documental – Festival VII La Boca Erótica Menorca 2022
- Mejor cortometraje documental – Festival VII La Boca Erótica Berlín 2022 ·